# Skrócenie kadencji Sejmu
Skrócenie kadencji Sejmu – uchwała Sejmu bądź postanowienie Prezydenta Rzeczypospolitej skracające konstytucyjną 4-letnią kadencję Sejmu, skutkujące jednocześnie skróceniem kadencji Senatu i prowadzące do przeprowadzenia przedterminowych wyborów parlamentarnych.

## Skrócenie kadencji Sejmu w Konstytucji RP

### Uchwała Sejmu
Według Konstytucji z 1997 Sejm może skrócić swoją kadencję uchwałą podjętą większością co najmniej 2/3 głosów ustawowej liczby posłów (tj. minimum 307 głosami na 460 posłów). Przegłosowanie takiej uchwały równoznaczne jest ze skróceniem kadencji Senatu. Po samorozwiązaniu się Sejmu Prezydent RP zarządza wybory i wyznacza ich datę na dzień przypadający nie później niż w ciągu 45 dni od dnia przegłosowania skrócenia kadencji Sejmu.

### Postanowienie Prezydenta RP
Zgodnie z art. 98 ust. 4 Prezydent RP może zarządzić (w formie postanowienia) skrócenie kadencji Sejmu po zasięgnięciu niemających wiążącego charakteru opinii Marszałka Sejmu i Marszałka Senatu wyłącznie w wypadkach określonych w Konstytucji.
W aktualnym stanie prawnym istnieją dwie sytuacje, w których dopuszczono taką decyzję Prezydenta:
- obligatoryjne – w razie nieudzielenia Radzie Ministrów wotum zaufania w tzw. „trzecim kroku” powoływania rządu (art. 155 ust. 2),
- fakultatywne – w razie nieprzedstawienia Prezydentowi RP ustawy budżetowej do podpisu w ciągu 4 miesięcy od dnia przedłożenia Sejmowi jej projektu (art. 225).

Decyzja taka dla swojej ważności nie wymaga kontrasygnaty ze strony premiera.

## Skutki skrócenia kadencji
Podjęcie decyzji o skróceniu kadencji nie powoduje zmian w zakresie obowiązków i uprawnień parlamentu. Sejm i Senat mają prawo zbierać się na posiedzenia, uchwalać ustawy oraz wykonywać swoje funkcje kontrolne. Zakończenie dotychczasowych kadencji następuje w przeddzień pierwszego posiedzenia nowo wybranego Sejmu.
W przypadku skrócenia kadencji Prezydent RP ma obowiązek zarządzić wybory do Sejmu i Senatu, wyznaczając ich datę na dzień przypadający nie później niż w ciągu 45 dni od dnia zarządzenia skrócenia kadencji Sejmu. Pierwsze posiedzenie nowo wybranego Sejmu powinien zwołać nie później niż na 15 dzień po dniu przeprowadzenia wyborów.

## Skrócenie kadencji a rozwiązanie Sejmu
W polskich mediach często dochodzi do mylenia pojęć skrócenie kadencji Sejmu z jego rozwiązaniem lub samorozwiązaniem. Zgodnie z Konstytucją RP z 1997 roku zarówno Sejm, jak i Prezydent RP, mają prerogatywy jedynie do skrócenia kadencji. Ustawa zasadnicza nie daje możliwości rozwiązania Sejmu.

## Głosowania nad skróceniem kadencji Sejmu od 1997 r.
- 30 kwietnia 2004 – 3 głosowania. Wyniki: 224:190:7, 231:189:5, 229:191:2. Uchwała nie uzyskała kwalifikowanej większości głosów.
- 15 października 2004 – wynik: 215:3:233. Uchwała nie uzyskała kwalifikowanej większości głosów.
- 5 maja 2005 – 3 głosowania. Wyniki: 253:12:172, 253:13:172, 255:11:172. Uchwały nie uzyskały kwalifikowanej większości głosów.
- 6 kwietnia 2006 – wynik: 206:236:6. Uchwała nie uzyskała kwalifikowanej większości głosów.
- 17 października 2006 – 2 głosowania wyniki: 182:22:243; 180:25:242. Uchwały nie uzyskały kwalifikowanej większości głosów.
- 7 września 2007 – wynik: 377:20:54. Uchwała uzyskała kwalifikowaną większość głosów[3].

Ponadto uchwałą Sejmu PRL X kadencji z 9 marca 1991 Sejm skrócił swoją kadencję z zastrzeżeniem terminu jej końca na dzień poprzedzający dzień przeprowadzenia nowych wyborów.